# Eredivisie (vrouwenhandbal) 2018/19
De Eredivisie is de hoogste afdeling van het Nederlandse handbal bij de vrouwen op landelijk niveau. In het seizoen 2018/2019 werd OTTO Work Force/VOC Amsterdam landskampioen. Foreholte degradeerde naar de Eerste divisie.

## Opzet
- Er wordt eerst een volledige competitie gespeeld. Daarna worden de teams in twee poules opgedeeld. De zes hoogst geëindigde ploegen gaan verder in de zogenaamde kampioenspoule en de vier laagst geëindigde ploegen in de zogenaamde degradatiepoule.
- De vier ploegen in de degradatiepoule spelen onderling een volledige competitie waarbij de nummer 7 uit de reguliere competitie met 4 bonus/startpunten begint en, dit zo aflopend tot, 1 startpunt voor de nummer 10 uit de reguliere competitie.
- De ploeg die in de degradatiepoule als laatste eindigt, degradeert rechtstreeks naar de eerste divisie.
- De ploeg die in de degradatiepoule als een-na-laatste eindigt, speelt een best-of-two tegen de winnaar, van de onderlinge strijd tussen de periodekampioenen in de eerste divisie, om uit te maken wie volgend zeizoen in de eredivisie en wie in de eerste divisie speelt. In deze best-of-two heeft de eredivisieploeg het recht om de tweede wedstrijd thuis te spelen.
- De zes ploegen in de kampioenspoule beslissen in drie ronden, volgens het knockout systeem, wie zich Nederlands kampioen mag noemen. De twee hoogst geklasseerde teams uit de reguliere competitie zijn vrijgesteld van het spelen van de eerste ronde. In de eerste en tweede ronde wordt een best-of-two gespeeld waarbij het team dat in de reguliere competitie als hoogste is geëindigd, de tweede wedstrijd thuis speelt.
- De finale (derde ronde) is een best-of-three waarbij de ploeg die in de reguliere competitie als hoogste is geëindigd, de eerste en, indien nodig, derde wedstrijd thuis speelt.

Er degradeert dus zeker één ploeg, en mogelijk een tweede ploeg via de nacompetitie.

## Teams
| Ploeg                        | Plaats     | Provincie     | Trainer(s)         | Hal            |
| ---------------------------- | ---------- | ------------- | ------------------ | -------------- |
| Borhave                      | Borne      | Overijssel    | Rik Philips        | 't Wooldrik    |
| Morrenhof Jansen/Dalfsen     | Dalfsen    | Overijssel    | Monique Tijsterman | De Trefkoele   |
| Boer'n Trots Kaas/DSVD       | Deurningen | Overijssel    | Jildou Dijkstra    | 't Hoge Vonder |
| Foreholte                    | Voorhout   | Zuid-Holland  | Ken van Hasselt    | De Tulp        |
| Quintus                      | Kwintsheul | Zuid-Holland  | René Zwinkels      | Eekhout Hal    |
| Westfriesland/SEW            | Nibbixwoud | Noord-Holland | Alex Curescu       | De Bloesem     |
| Geonius/V&L                  | Geleen     | Limburg       | Richard Curfs      | Glanerbrook    |
| Cabooter Group/HandbaL Venlo | Venlo      | Limburg       | Robin Gielen       | Craneveld      |
| OTTO Workforce/VOC Amsterdam | Amsterdam  | Noord-Holland | Ricardo Clarijs    | Elzenhagen     |
| JuRo Unirek/VZV              | 't Veld    | Noord-Holland | Rolf Schulte       | 't Zijveld     |

## Reguliere competitie

### Stand
| Pos | Team                          | Wed | W  | G | V  | Ptn | DV  | DT  | +/−  | Opmerking            |
| --- | ----------------------------- | --- | -- | - | -- | --- | --- | --- | ---- | -------------------- |
| 1   | OTTO Work Force/VOC Amsterdam | 18  | 16 | 2 | 0  | 34  | 680 | 456 | +224 | Naar kampioenspoule  |
| 2   | Quintus                       | 18  | 16 | 0 | 2  | 32  | 565 | 408 | +157 | Naar kampioenspoule  |
| 3   | Cabooter Group/HandbaL Venlo  | 18  | 12 | 1 | 5  | 25  | 528 | 469 | +59  | Naar kampioenspoule  |
| 4   | JuRo Unirek/VZV               | 18  | 10 | 2 | 6  | 22  | 476 | 456 | +20  | Naar kampioenspoule  |
| 5   | Geonius/V&L                   | 18  | 10 | 1 | 7  | 21  | 486 | 443 | +43  | Naar kampioenspoule  |
| 6   | Morrenhof Jansen/Dalfsen      | 18  | 8  | 1 | 9  | 17  | 503 | 455 | +48  | Naar kampioenspoule  |
| 7   | Borhave                       | 18  | 6  | 2 | 10 | 14  | 461 | 514 | −53  | Naar degradatiepoule |
| 8   | Boer'n Trots Kaas/DSVD        | 18  | 4  | 1 | 13 | 9   | 420 | 558 | −138 | Naar degradatiepoule |
| 9   | Westfriesland/SEW             | 18  | 1  | 1 | 16 | 3   | 389 | 562 | −173 | Naar degradatiepoule |
| 10  | Foreholte (R)                 | 18  | 1  | 1 | 16 | 3   | 423 | 610 | −187 | Naar degradatiepoule |

### Uitslagen
| Thuis \ Uit                   | BOR   | DAL   | DSV   | FOR   | QUI   | SEW   | V&L   | VEN   | VOC   | VZV   |
| ----------------------------- | ----- | ----- | ----- | ----- | ----- | ----- | ----- | ----- | ----- | ----- |
| Borhave                       |       | 26–31 | 25–24 | 34–25 | 27–34 | 22–15 | 29–31 | 25–24 | 28–38 | 23–27 |
| Morrenhof Jansen/Dalfsen      | 29–23 |       | 36–12 | 36–20 | 26–30 | 28–27 | 25–26 | 23–25 | 31–32 | 25–25 |
| Boer'n Trots Kaas/DSVD        | 30–30 | 26–33 |       | 25–24 | 23–40 | 26–25 | 25–31 | 19–34 | 20–49 | 30–21 |
| Foreholte                     | 24–28 | 26–42 | 21–20 |       | 27–35 | 26–26 | 24–28 | 27–31 | 17–50 | 21–24 |
| Quintus                       | 37–20 | 23–16 | 37–23 | 40–18 |       | 33–20 | 27–24 | 33–22 | 22–23 | 23–19 |
| Westfriesland/SEW             | 23–25 | 15–25 | 24–28 | 32–28 | 17–35 |       | 18–32 | 26–32 | 20–43 | 21–23 |
| Geonius/V&L                   | 26–26 | 30–22 | 24–14 | 38–20 | 16–27 | 35–19 |       | 18–23 | 28–33 | 25–27 |
| Cabooter Group/HandbaL Venlo  | 24–23 | 27–23 | 28–27 | 43–30 | 26–30 | 42–18 | 29–24 |       | 30–30 | 33–30 |
| OTTO Work Force/VOC Amsterdam | 41–26 | 36–29 | 41–23 | 45–22 | 39–30 | 45–26 | 32–23 | 37–31 |       | 41–25 |
| JuRo Unirek/VZV               | 31–21 | 26–23 | 35–25 | 33–23 | 22–29 | 34–17 | 23–27 | 26–24 | 25–25 |       |

## Nacompetitie

### Degradatiepoule

#### Stand
| Pos | Team                   | Wed | W | G | V | Ptn | DV  | DT  | +/− | Opmerking                                                                            |
| --- | ---------------------- | --- | - | - | - | --- | --- | --- | --- | ------------------------------------------------------------------------------------ |
| 1   | Westfriesland/SEW      | 6   | 5 | 0 | 1 | 12  | 169 | 128 | +41 |                                                                                      |
| 2   | Boer'n Trots Kaas/DSVD | 6   | 4 | 0 | 2 | 11  | 152 | 153 | −1  |                                                                                      |
| 3   | Borhave                | 6   | 3 | 0 | 3 | 10  | 163 | 168 | −5  | Speelt best-of-two tegen winnaar nacompetitie eerste divisie voor plek in eredivisie |
| 4   | Foreholte (R)          | 6   | 0 | 0 | 6 | 1   | 140 | 175 | −35 | Speelt volgend seizoen in de eerste divisie 2019/20                                  |

#### Uitslagen
| Thuis \ Uit            | BOR   | DSV   | FOR   | SEW   |
| ---------------------- | ----- | ----- | ----- | ----- |
| Borhave                |       | 25–26 | 35–25 | 21–29 |
| Boer'n Trots Kaas/DSVD | 25–27 |       | 27–26 | 28–26 |
| Foreholte              | 34–35 | 18–24 |       | 17–27 |
| Westfriesland/SEW      | 29–20 | 31–22 | 27–20 |       |

#### Best of Two promotie/degradatie
| Pos | Team                | Wed | W | G | V | Ptn | DV | DT | +/− | Opmerking                                       |  | BOR | VOL |
| --- | ------------------- | --- | - | - | - | --- | -- | -- | --- | ----------------------------------------------- |  | --- | --- |
| 1   | Borhave             | 0   | 0 | 0 | 0 | 0   | 0  | 0  | 0   | Speelt volgend seizoen in de Eredivisie 2019/20 |  |     |     |
| 2   | Garage Kil/Volendam | 0   | 0 | 0 | 0 | 0   | 0  | 0  | 0   | Speelt volgend seizoen in de Eredivisie 2019/20 |  |     |     |

1. 1 2    - Wegens het zich terugtrekken van Morrenhof Jansen/Dalfsen uit de Eredivisie voor volgend seizoen, ontstond er ruimte voor beide ploegen in de Eredivisie. Daarmee werd het spelen van de wedstrijden overbodig.[2]

### Kampioenspoule

#### Ronde 1

##### A
| Pos | Team                         | Wed | W | G | V | Ptn | DV | DT | +/− | Opmerking                         |  | DAL   | VEN   |
| --- | ---------------------------- | --- | - | - | - | --- | -- | -- | --- | --------------------------------- |  | ----- | ----- |
| 1   | Morrenhof Jansen/Dalfsen     | 2   | 1 | 0 | 1 | 2   | 62 | 53 | +9  | Speelt verder voor plaats 1 t/m 4 |  |       | 36–23 |
| 2   | Cabooter Group/HandbaL Venlo | 2   | 1 | 0 | 1 | 2   | 53 | 62 | −9  | Speelt verder voor plaats 5 en 6  |  | 30–26 |       |

##### B
| Pos | Team            | Wed | W | G | V | Ptn | DV | DT | +/− | Opmerking                         |  | VZV   | V&L   |
| --- | --------------- | --- | - | - | - | --- | -- | -- | --- | --------------------------------- |  | ----- | ----- |
| 1   | JuRo Unirek/VZV | 2   | 1 | 0 | 1 | 2   | 49 | 46 | +3  | Speelt verder voor plaats 1 t/m 4 |  |       | 26–27 |
| 2   | Geonius/V&L     | 2   | 1 | 0 | 1 | 2   | 46 | 49 | −3  | Speelt verder voor plaats 5 en 6  |  | 19–23 |       |

#### Ronde 2

##### C
| Pos | Team                          | Wed | W | G | V | Ptn | DV | DT | +/− | Opmerking                           |  | VOC   | VZV   |
| --- | ----------------------------- | --- | - | - | - | --- | -- | -- | --- | ----------------------------------- |  | ----- | ----- |
| 1   | OTTO Work Force/VOC Amsterdam | 2   | 2 | 0 | 0 | 4   | 59 | 52 | +7  | Speelt best-of-3 voor de landstitel |  |       | 32–27 |
| 2   | JuRo Unirek/VZV               | 2   | 0 | 0 | 2 | 0   | 52 | 59 | −7  | Speelt verder voor plaats 3 en 4    |  | 25–27 |       |

##### D
| Pos | Team                     | Wed | W | G | V | Ptn | DV | DT | +/− | Opmerking                           |  | QUI   | DAL   |
| --- | ------------------------ | --- | - | - | - | --- | -- | -- | --- | ----------------------------------- |  | ----- | ----- |
| 1   | Quintus                  | 2   | 1 | 1 | 0 | 3   | 49 | 46 | +3  | Speelt best-of-3 voor de landstitel |  |       | 27–24 |
| 2   | Morrenhof Jansen/Dalfsen | 2   | 0 | 1 | 1 | 1   | 46 | 49 | −3  | Speelt verder voor plaats 3 en 4    |  | 22–22 |       |

##### E
| Pos | Team                         | Wed | W | G | V | Ptn | DV | DT | +/− | Opmerking                   |  | VEN   | V&L   |
| --- | ---------------------------- | --- | - | - | - | --- | -- | -- | --- | --------------------------- |  | ----- | ----- |
| 1   | Cabooter Group/HandbaL Venlo | 2   | 2 | 0 | 0 | 4   | 59 | 51 | +8  | 5de in de eindrangschikking |  |       | 33–26 |
| 2   | Geonius/V&L                  | 2   | 0 | 0 | 2 | 0   | 51 | 59 | −8  | 6de in de eindrangschikking |  | 25–26 |       |

#### Ronde 3

##### F
| Pos | Team                     | Wed | W | G | V | Ptn | DV | DT | +/− | Opmerking                   |  | VZV   | DAL   |
| --- | ------------------------ | --- | - | - | - | --- | -- | -- | --- | --------------------------- |  | ----- | ----- |
| 1   | JuRo Unirek/VZV          | 2   | 1 | 1 | 0 | 3   | 54 | 46 | +8  | 3de in de eindrangschikking |  |       | 29–21 |
| 2   | Morrenhof Jansen/Dalfsen | 2   | 0 | 1 | 1 | 1   | 46 | 54 | −8  | 4de in de eindrangschikking |  | 25–25 |       |

## Best of Three
| 5 mei 2019 | OTTO Work Force/VOC Amsterdam | 23–20 | Quintus | Elzenhagen, Amsterdam |
| 5 mei 2019 |                               |       |         | Elzenhagen, Amsterdam |
| 5 mei 2019 |                               |       |         | Elzenhagen, Amsterdam |

| 12 mei 2019 | Quintus | 22–27 | OTTO Work Force/VOC Amsterdam | Eekhout Hal, Kwintsheul |
| 12 mei 2019 |         |       |                               | Eekhout Hal, Kwintsheul |
| 12 mei 2019 |         |       |                               | Eekhout Hal, Kwintsheul |

| 19 mei 2019 | OTTO Work Force/VOC Amsterdam | v | Quintus | Elzenhagen, Amsterdam |
| 19 mei 2019 |                               |   |         | Elzenhagen, Amsterdam |
| 19 mei 2019 |                               |   |         | Elzenhagen, Amsterdam |

## Einduitslag
| 01. | OTTO Work Force/VOC Amsterdam | - Geen Europees handbal                       |
| 02. | Quintus                       | - EHF Cup                                     |
| 03. | JuRo Unirek/VZV               | - Challenge Cup                               |
| 04. | Morrenhof Jansen/Dalfsen      | - Teruggetrokken uit de eredivisie 2019/20    |
| 05. | Cabooter/HandbaL Venlo        |                                               |
| 06. | Geonius/V&L                   |                                               |
| 07. | Westfriesland/SEW             |                                               |
| 08. | Boer'n Trots Kaas/D.S.V.D.    |                                               |
| 09. | Borhave                       |                                               |
| 10. | Foreholte                     | - Gedegradeerd naar de Eerste divisie 2019/20 |

## Beste handbalsters van het jaar
In de rust van de bekerfinales zijn de seizoensprijzen uitgereikt voor Speler, Keeper en Talent van het Jaar. Deze prijzen zijn toegekend op basis van stemmen van de coaches van de Nederlandse BENE-League en Eredivisieclubs. De prijzen voor Talent van het Jaar zijn bepaald door de bondscoaches Erlingur Richardsson en Emmanuel Mayonnade.
| Categorie           | Winnaar               | Club                          |
| ------------------- | --------------------- | ----------------------------- |
| Speelster           | Cynthia Devilee-Grift | Quintus                       |
| Keepster            | Amber Zomerdijk       | JuRo Unirek/VZV               |
| Talent van het jaar | Bo van Wetering       | OTTO Work Force/VOC Amsterdam |